# Phường 8, Gò Vấp
Phường 8 là một phường thuộc quận Gò Vấp, Thành phố Hồ Chí Minh, Việt Nam.

## Địa lý
Phường 8 nằm ở phía tây quận Gò Vấp, có vị trí địa lý:
- Phía đông giáp Phường 11
- Phía tây giáp Phường 12 và Phường 14
- Phía nam giáp Phường 12 và quận Tân Bình
- Phía bắc giáp Phường 9.

Phường có diện tích 1,17 km², dân số năm 2021 là 30.158 người,  mật độ dân số đạt 25.776 người/km².

## Lịch sử
Phường 8 cũ (1976-1983)
Ngày 11 tháng 7 năm 1983, Hội đồng Bộ trưởng ban hành Quyết định số 70-HĐBT. Theo đó, giải thể Phường 8 và Phường 9 để sáp nhập và điều chỉnh vào các phường 3, 4, 7, 10.
Phường 8 (2006-nay)
Trước năm 1975, địa bàn Phường 8 hiện nay thuộc xã Thông Tây Hội, quận Gò Vấp, tỉnh Gia Định.
Năm 1976, xã Thông Tây Hội giải thể để thành lập các phường mới thuộc quận Gò Vấp, trong đó có Phường 11 và Phường 12.
Ngày 23 tháng 11 năm 2006, Chính phủ ban hành Nghị định số 143/2006/NĐ-CP. Theo đó, thành lập Phường 8 trên cơ sở điều chỉnh 50,42 ha diện tích tự nhiên và 14.694 người của Phường 12; 66,34 ha diện tích tự nhiên và 10.307 người của Phường 11.
Sau khi thành lập, Phường 8 có 116,76 ha diện tích tự nhiên, dân số là 25.001 người.